# FIVB World Tour 2005
De FIVB World Tour 2005 vond plaats tussen mei en november 2005. De zeventiende editie van de mondiale beachvolleybalcompetitie bestond in totaal uit 31 toernooien, waaronder de wereldkampioenschappen, en deed achttien steden aan. Bij de mannen won het Braziliaanse duo Emanuel Rego en Ricardo Santos voor de derde keer op rij het eindklassement. Bij de vrouwen behaalde het eveneens Braziliaanse duo Juliana Felisberta en Larissa França de eindzege.

## Kalender
| Plaats          | Categorie              | Geslacht | Datum                          | Prijzengeld |
| --------------- | ---------------------- | -------- | ------------------------------ | ----------- |
| Shanghai        | Open                   | vrouwen  | 17 – 21 mei 2005               | $200.000    |
| Shanghai        | Open                   | mannen   | 18 – 22 mei 2005               | $200.000    |
| Osaka           | Open                   | vrouwen  | 25 – 29 mei 2005               | $200.000    |
| Zagreb          | Open                   | mannen   | 8 – 12 juni                    | $200.000    |
| Milaan          | Open                   | vrouwen  | 8 – 12 juni 2005               | $200.000    |
| Gstaad          | Open                   | vrouwen  | 14 – 18 juni 2005              | $200.000    |
| Gstaad          | Open                   | mannen   | 15 – 19 juni 2005              | $200.000    |
| Berlijn         | Wereldkampioenschappen | vrouwen  | 21 – 25 juni 2005              | $500.000    |
| Berlijn         | Wereldkampioenschappen | mannen   | 22 – 26 juni 2005              | $500.000    |
| Stavanger       | Grand Slam             | vrouwen  | 28 juni – 2 juli 2005          | $280.000    |
| Stavanger       | Grand Slam             | mannen   | 29 juni – 3 juli 2005          | $280.000    |
| Sint-Petersburg | Open                   | vrouwen  | 5 – 9 juli 2005                | $200.000    |
| Sint-Petersburg | Open                   | mannen   | 6 – 10 juli 2005               | $200.000    |
| Espinho         | Open                   | vrouwen  | 12 – 16 juli 2005              | $200.000    |
| Espinho         | Open                   | mannen   | 13 – 17 juli 2005              | $200.000    |
| Stare Jabłonki  | Open                   | mannen   | 20 – 24 juli                   | $200.000    |
| Parijs          | Grand Slam             | vrouwen  | 26 – 30 juli 2005              | $280.000    |
| Parijs          | Grand Slam             | mannen   | 27 – 31 juli 2005              | $280.000    |
| Klagenfurt      | Grand Slam             | vrouwen  | 3 – 6 augustus 2005            | $280.000    |
| Klagenfurt      | Grand Slam             | mannen   | 3 – 7 augustus 2005            | $280.000    |
| Montreal        | Open                   | vrouwen  | 24 – 28 augustus 2005          | $200.000    |
| Montreal        | Open                   | mannen   | 24 – 28 augustus 2005          | $200.000    |
| Athene          | Open                   | vrouwen  | 30 augustus – 3 september 2005 | $200.000    |
| Athene          | Open                   | mannen   | 31 augustus – 4 september 2005 | $200.000    |
| Bali            | Open                   | vrouwen  | 14 – 18 september 2005         | $200.000    |
| Salvador        | Open                   | vrouwen  | 18 – 22 oktober 2005           | $200.000    |
| Salvador        | Open                   | mannen   | 19 – 23 oktober 2005           | $200.000    |
| Acapulco        | Open                   | mannen   | 25 – 29 oktober 2005           | $200.000    |
| Acapulco        | Open                   | vrouwen  | 26 – 30 oktober 2005           | $200.000    |
| Kaapstad        | Open                   | vrouwen  | 16 – 20 november 2005          | $200.000    |
| Kaapstad        | Open                   | mannen   | 23 – 27 november 2005          | $200.000    |

## Resultaten

### Shanghai Open
Van 17 tot en met 22 mei 2005
| Mannen | Mannen                                     |
| Rang   | Team                                       |
| ------ | ------------------------------------------ |
| 1      | Christoph Dieckmann / Andreas Scheuerpflug |
| 2      | Emanuel Rego / Ricardo Santos              |
| 3      | Markus Egger / Martin Laciga               |
| 4      | Benjamin Insfran / Harley Marques          |
| 5      | Martín Conde / José Salema                 |
| 5      | Ahren Cadieux / Mark Heese                 |
| 7      | Markus Dieckmann / Jonas Reckermann        |
| 7      | Julius Brink / Kjell Schneider             |

| Vrouwen | Vrouwen                               |
| Rang    | Team                                  |
| ------- | ------------------------------------- |
| 1       | Juliana Felisberta / Larissa França   |
| 2       | Adriana Behar / Shelda Bede           |
| 3       | Shaylyn Bede / Ana Paula Connelly     |
| 4       | Tian Jia / Wang Fei                   |
| 5       | Rebekka Kadijk / Merel Mooren         |
| 5       | Ágatha Bednarczuk / Sandra Pires      |
| 7       | Stephanie Pohl / Okka Rau             |
| 7       | Vasiliki Arvaniti / Vasso Karadassiou |

### Osaka Open
Van 25 tot en met 29 mei 2005
| Vrouwen | Vrouwen                                     |
| Rang    | Team                                        |
| ------- | ------------------------------------------- |
| 1       | Shaylyn Bede / Ana Paula Connelly           |
| 2       | Juliana Felisberta / Larissa França         |
| 3       | Adriana Behar / Shelda Bede                 |
| 4       | Simone Kuhn / Lea Schwer                    |
| 5       | Tian Jia / Wang Fei                         |
| 5       | Efthalia Koutroumanidou / Maria Tsiartsiani |
| 7       | Vasiliki Arvaniti / Vasso Karadassiou       |
| 7       | Kathrine Maaseide / Kristine Wiig           |

### Zagreb Open
Van 8 tot en met 12 juni 2005
| Mannen | Mannen                                     |
| Rang   | Team                                       |
| ------ | ------------------------------------------ |
| 1      | Márcio Araújo / Fábio Luiz Magalhães       |
| 2      | Markus Dieckmann / Jonas Reckermann        |
| 3      | Emanuel Rego / Ricardo Santos              |
| 4      | Benjamin Insfran / Harley Marques          |
| 5      | Franco Neto / Tande Ramos                  |
| 5      | Patrick Heuscher / Stefan Kobel            |
| 7      | Christoph Dieckmann / Andreas Scheuerpflug |
| 7      | Jørre Kjemperud / Tarjei Skarlund          |

### Milaan Open
Van 8 tot en met 12 juni 2005
| Vrouwen | Vrouwen                                   |
| Rang    | Team                                      |
| ------- | ----------------------------------------- |
| 1       | Juliana Felisberta / Larissa França       |
| 2       | Vasiliki Arvaniti / Vasso Karadassiou     |
| 3       | Stephanie Pohl / Okka Rau                 |
| 4       | Adriana Behar / Shelda Bede               |
| 5       | Ágatha Bednarczuk / Sandra Pires          |
| 5       | Tian Jia / Wang Fei                       |
| 7       | Leila Barros / Ana Paula Connelly         |
| 7       | Aleksandra Sjirjajeva / Natalja Oerjadova |

### Gstaad Open
Van 14 tot en met 19 juni 2005
| Mannen | Mannen                               |
| Rang   | Team                                 |
| ------ | ------------------------------------ |
| 1      | Emanuel Rego / Ricardo Santos        |
| 2      | Benjamin Insfran / Harley Marques    |
| 3      | Márcio Araújo / Fábio Luiz Magalhães |
| 4      | Franco Neto / Tande Ramos            |
| 5      | Sascha Heyer / Paul Laciga           |
| 5      | Nik Berger / Clemens Doppler         |
| 7      | Markus Egger / Martin Laciga         |
| 7      | Andrew Schacht / Joshua Slack        |

| Vrouwen | Vrouwen                             |
| Rang    | Team                                |
| ------- | ----------------------------------- |
| 1       | Juliana Felisberta / Larissa França |
| 2       | Tian Jia / Wang Fei                 |
| 3       | Adriana Behar / Shelda Bede         |
| 4       | Leila Barros / Ana Paula Connelly   |
| 5       | Stephanie Pohl / Okka Rau           |
| 5       | Susanne Lahme / Danja Müsch         |
| 7       | Talita Antunes / Renata Ribeiro     |
| 7       | Angela Clarke / Kylie Gerlic        |

### Wereldkampioenschappen Berlijn
Van 21 tot en met 26 juni 2005
| Mannen | Mannen                               |
| Rang   | Team                                 |
| ------ | ------------------------------------ |
| 1      | Márcio Araújo / Fábio Luiz Magalhães |
| 2      | Sascha Heyer / Paul Laciga           |
| 3      | Julius Brink / Kjell Schneider       |
| 4      | Marvin Polte / Thorsten Schoen       |
| 5      | Kristjan Kais / Rivo Vesik           |
| 5      | Francisco Álvarez / Oney Bernal      |
| 7      | Martín Conde / José Salema           |
| 7      | Phil Dalhausser / Todd Rogers        |

| Vrouwen | Vrouwen                             |
| Rang    | Team                                |
| ------- | ----------------------------------- |
| 1       | Misty May-Treanor / Kerri Walsh     |
| 2       | Juliana Felisberta / Larissa França |
| 3       | Tian Jia / Wang Fei                 |
| 4       | Dalixia Fernández / Tamara Larrea   |
| 5       | Adriana Behar / Shelda Bede         |
| 5       | Li Ying / Wang Lu                   |
| 7       | Rachel Wacholder / Elaine Youngs    |
| 7       | Rebekka Kadijk / Merel Mooren       |

### Grand Slam Stavanger
Van 28 juni tot en met 3 juli 2005
| Mannen | Mannen                                     |
| Rang   | Team                                       |
| ------ | ------------------------------------------ |
| 1      | Emanuel Rego / Ricardo Santos              |
| 2      | Benjamin Insfran / Harley Marques          |
| 3      | Patrick Heuscher / Stefan Kobel            |
| 4      | Markus Dieckmann / Jonas Reckermann        |
| 5      | Jochem de Gruijter / Gijs Ronnes           |
| 5      | David Klemperer / Eric Koreng              |
| 7      | Christoph Dieckmann / Andreas Scheuerpflug |
| 7      | Iver Horrem / Bård Inge Pettersen          |

| Vrouwen | Vrouwen                               |
| Rang    | Team                                  |
| ------- | ------------------------------------- |
| 1       | Vasiliki Arvaniti / Vasso Karadassiou |
| 2       | Juliana Felisberta / Larissa França   |
| 3       | Tian Jia / Wang Fei                   |
| 4       | Adriana Behar / Shelda Bede           |
| 5       | Rebekka Kadijk / Merel Mooren         |
| 5       | Carol Salgado / Maria Clara Salgado   |
| 7       | Stephanie Pohl / Okka Rau             |
| 7       | Milagros Crespo / Imara Ribalta       |

### Sint-Petersburg Open
Van 5 tot en met 10 juli 2005
| Mannen | Mannen                               |
| Rang   | Team                                 |
| ------ | ------------------------------------ |
| 1      | Emanuel Rego / Ricardo Santos        |
| 2      | Márcio Araújo / Fábio Luiz Magalhães |
| 3      | Franco Neto / Tande Ramos            |
| 4      | Benjamin Insfran / Harley Marques    |
| 5      | Patrick Heuscher / Stefan Kobel      |
| 5      | Julius Brink / Kjell Schneider       |
| 7      | Martín Conde / José Salema           |
| 7      | Francisco Álvarez / Oney Bernal      |

| Vrouwen | Vrouwen                                     |
| Rang    | Team                                        |
| ------- | ------------------------------------------- |
| 1       | Juliana Felisberta / Larissa França         |
| 2       | Talita Antunes / Renata Ribeiro             |
| 3       | Leila Barros / Ana Paula Connelly           |
| 4       | Ágatha Bednarczuk / Sandra Pires            |
| 5       | Tian Jia / Wang Fei                         |
| 5       | Efthalia Koutroumanidou / Maria Tsiartsiani |
| 7       | Susanne Lahme / Danja Müsch                 |
| 7       | Lu Wen Feng / Ren Zhengqing                 |

### Espinho Open
Van 12 tot en met 17 juli 2005
| Mannen | Mannen                               |
| Rang   | Team                                 |
| ------ | ------------------------------------ |
| 1      | Julius Brink / Kjell Schneider       |
| 2      | Markus Dieckmann / Jonas Reckermann  |
| 3      | Márcio Araújo / Fábio Luiz Magalhães |
| 4      | Todd Rogers / Sean Scott             |
| 5      | Mariano Baracetti / Pedro Depiaggio  |
| 5      | Jake Gibb / Stein Metzger            |
| 7      | Markus Egger / Martin Laciga         |
| 7      | Kristjan Kais / Rivo Vesik           |

| Vrouwen | Vrouwen                                     |
| Rang    | Team                                        |
| ------- | ------------------------------------------- |
| 1       | Misty May-Treanor / Kerri Walsh             |
| 2       | Efthalia Koutroumanidou / Maria Tsiartsiani |
| 3       | Juliana Felisberta / Larissa França         |
| 4       | Rachel Wacholder / Elaine Youngs            |
| 5       | Tian Jia / Wang Fei                         |
| 5       | Stephanie Pohl / Okka Rau                   |
| 7       | Talita Antunes / Renata Ribeiro             |
| 7       | Ana Paula Connelly / Alexandra Fonseca      |

### Stare Jabłonki Open
Van 20 tot en met 24 juli 2005
| Mannen | Mannen                                     |
| Rang   | Team                                       |
| ------ | ------------------------------------------ |
| 1      | Markus Egger / Martin Laciga               |
| 2      | Markus Dieckmann / Jonas Reckermann        |
| 3      | Emanuel Rego / Ricardo Santos              |
| 4      | Franco Neto / Tande Ramos                  |
| 5      | Patrick Heuscher / Stefan Kobel            |
| 5      | Christoph Dieckmann / Andreas Scheuerpflug |
| 7      | Márcio Araújo / Fábio Luiz Magalhães       |
| 7      | Andrew Schacht / Joshua Slack              |

### Grand Slam Parijs
Van 26 tot en met 31 juli 2005
| Mannen | Mannen                                     |
| Rang   | Team                                       |
| ------ | ------------------------------------------ |
| 1      | Patrick Heuscher / Stefan Kobel            |
| 2      | Jake Gibb / Stein Metzger                  |
| 3      | Julius Brink / Kjell Schneider             |
| 4      | Sascha Heyer / Paul Laciga                 |
| 5      | Benjamin Insfran / Harley Marques          |
| 5      | Todd Rogers / Sean Scott                   |
| 7      | Markus Egger / Martin Laciga               |
| 7      | Christoph Dieckmann / Andreas Scheuerpflug |

| Vrouwen | Vrouwen                               |
| Rang    | Team                                  |
| ------- | ------------------------------------- |
| 1       | Misty May-Treanor / Kerri Walsh       |
| 2       | Juliana Felisberta / Larissa França   |
| 3       | Tian Jia / Wang Fei                   |
| 4       | Rachel Wacholder / Elaine Youngs      |
| 5       | Vasiliki Arvaniti / Vasso Karadassiou |
| 5       | Rebekka Kadijk / Merel Mooren         |
| 7       | Simone Kuhn / Lea Schwer              |
| 7       | Dalixia Fernández / Tamara Larrea     |

### Grand Slam Klagenfurt
Van 3 tot en met 7 augustus 2005
| Mannen | Mannen                                     |
| Rang   | Team                                       |
| ------ | ------------------------------------------ |
| 1      | Christoph Dieckmann / Andreas Scheuerpflug |
| 2      | Emanuel Rego / Ricardo Santos              |
| 3      | Márcio Araújo / Fábio Luiz Magalhães       |
| 4      | Todd Rogers / Sean Scott                   |
| 5      | Markus Dieckmann / Jonas Reckermann        |
| 5      | Dain Blanton / Kevin Wong                  |
| 7      | Jake Gibb / Stein Metzger                  |
| 7      | Javier Bosma / Alex Ortíz                  |

| Vrouwen | Vrouwen                               |
| Rang    | Team                                  |
| ------- | ------------------------------------- |
| 1       | Misty May-Treanor / Kerri Walsh       |
| 2       | Rachel Wacholder / Elaine Youngs      |
| 3       | Tian Jia / Wang Fei                   |
| 4       | Shaylyn Bede / Adriana Behar          |
| 5       | Juliana Felisberta / Larissa França   |
| 5       | Vasiliki Arvaniti / Vasso Karadassiou |
| 7       | Nila Håkedal / Ingrid Tørlen          |
| 7       | Jennifer Kessy / Holly McPeak         |

### Montreal Open
Van 24 tot en met 28 augustus 2005
| Mannen | Mannen                               |
| Rang   | Team                                 |
| ------ | ------------------------------------ |
| 1      | Benjamin Insfran / Harley Marques    |
| 2      | Márcio Araújo / Fábio Luiz Magalhães |
| 3      | Emanuel Rego / Ricardo Santos        |
| 4      | Pedro Cunha / Franco Neto            |
| 5      | Nik Berger / Clemens Doppler         |
| 5      | Iver Horrem / Bård Inge Pettersen    |
| 7      | Andrew Schacht / Joshua Slack        |
| 7      | Javier Bosma / Alex Ortíz            |

| Vrouwen | Vrouwen                              |
| Rang    | Team                                 |
| ------- | ------------------------------------ |
| 1       | Juliana Felisberta / Larissa França  |
| 2       | Talita Antunes / Renata Ribeiro      |
| 3       | Adriana Behar / Shelda Bede          |
| 4       | Sanne Keizer / Marrit Leenstra       |
| 5       | Natalie Cook / Nicole Sanderson      |
| 5       | Ethel-Julie Arjona / Virginie Kadjo  |
| 7       | Marie-Andrée Lessard / Sarah Maxwell |
| 7       | Sara Montagnolli / Sabine Swoboda    |

### Athene Open
Van 30 augustus tot en met 4 september 2005
| Mannen | Mannen                               |
| Rang   | Team                                 |
| ------ | ------------------------------------ |
| 1      | Emanuel Rego / Ricardo Santos        |
| 2      | Markus Egger / Martin Laciga         |
| 3      | Benjamin Insfran / Harley Marques    |
| 4      | Andrew Schacht / Joshua Slack        |
| 5      | Márcio Araújo / Fábio Luiz Magalhães |
| 5      | Riccardo Lione / Matteo Varnier      |
| 7      | Nik Berger / Clemens Doppler         |
| 7      | João Brenha / Miguel Maia            |

| Vrouwen | Vrouwen                               |
| Rang    | Team                                  |
| ------- | ------------------------------------- |
| 1       | Talita Antunes / Renata Ribeiro       |
| 2       | Juliana Felisberta / Larissa França   |
| 3       | Adriana Behar / Shelda Bede           |
| 4       | Vasiliki Arvaniti / Vasso Karadassiou |
| 5       | Rebekka Kadijk / Merel Mooren         |
| 5       | Simone Kuhn / Lea Schwer              |
| 7       | Leila Barros / Ana Paula Connelly     |
| 7       | Nila Håkedal / Ingrid Tørlen          |

### Bali Open
Van 14 tot en met 18 september 2005
| Vrouwen | Vrouwen                                     |
| Rang    | Team                                        |
| ------- | ------------------------------------------- |
| 1       | Talita Antunes / Renata Ribeiro             |
| 2       | Adriana Behar / Shelda Bede                 |
| 3       | Efthalia Koutroumanidou / Maria Tsiartsiani |
| 4       | Leila Barros / Ana Paula Connelly           |
| 5       | Sanne Keizer / Marrit Leenstra              |
| 5       | Jennifer Kessy / Nancy Reynolds             |
| 7       | Rebekka Kadijk / Merel Mooren               |
| 7       | Simone Kuhn / Lea Schwer                    |

### Salvador Open
Van 18 tot en met 23 oktober 2005
| Mannen | Mannen                               |
| Rang   | Team                                 |
| ------ | ------------------------------------ |
| 1      | Emanuel Rego / Ricardo Santos        |
| 2      | Márcio Araújo / Fábio Luiz Magalhães |
| 3      | Jake Gibb / Stein Metzger            |
| 4      | Markus Egger / Martin Laciga         |
| 5      | Franco Neto / Tande Ramos            |
| 5      | Kristjan Kais / Rivo Vesik           |
| 7      | Benjamin Insfran / Harley Marques    |
| 7      | Nalbert Bitencourt / Luiz Dulinski   |

| Vrouwen | Vrouwen                             |
| Rang    | Team                                |
| ------- | ----------------------------------- |
| 1       | Misty May-Treanor / Kerri Walsh     |
| 2       | Juliana Felisberta / Larissa França |
| 3       | Rachel Wacholder / Elaine Youngs    |
| 4       | Talita Antunes / Renata Ribeiro     |
| 5       | Adriana Behar / Shelda Bede         |
| 5       | Jennifer Kessy / Nancy Reynolds     |
| 7       | Leila Barros / Ana Paula Connelly   |
| 7       | Ágatha Bednarczuk / Sandra Pires    |

### Acapulco Open
Van 25 tot en met 30 oktober 2005
| Mannen | Mannen                               |
| Rang   | Team                                 |
| ------ | ------------------------------------ |
| 1      | Emanuel Rego / Ricardo Santos        |
| 2      | Pedro Cunha / Franco Neto            |
| 3      | Benjamin Insfran / Harley Marques    |
| 4      | Riccardo Lione / Matteo Varnier      |
| 5      | Márcio Araújo / Fábio Luiz Magalhães |
| 5      | Kristjan Kais / Rivo Vesik           |
| 7      | Markus Egger / Martin Laciga         |
| 7      | Patrick Heuscher / Stefan Kobel      |

| Vrouwen | Vrouwen                               |
| Rang    | Team                                  |
| ------- | ------------------------------------- |
| 1       | Juliana Felisberta / Larissa França   |
| 2       | Misty May-Treanor / Kerri Walsh       |
| 3       | Rachel Wacholder / Elaine Youngs      |
| 4       | Jennifer Kessy / Nancy Reynolds       |
| 5       | Adriana Behar / Shelda Bede           |
| 5       | Vasiliki Arvaniti / Vasso Karadassiou |
| 7       | Leila Barros / Ana Paula Connelly     |
| 7       | Nila Håkedal / Ingrid Tørlen          |

### Kaapstad Open
Van 16 tot en met 20 november en van 23 tot en met 27 november 2005
| Mannen | Mannen                               |
| Rang   | Team                                 |
| ------ | ------------------------------------ |
| 1      | Márcio Araújo / Fábio Luiz Magalhães |
| 2      | Markus Egger / Martin Laciga         |
| 3      | Jake Gibb / Stein Metzger            |
| 4      | David Klemperer / Kjell Schneider    |
| 5      | Benjamin Insfran / Harley Marques    |
| 5      | Todd Rogers / Sean Scott             |
| 5      | Pedro Cunha / Franco Neto            |
| 5      | Kristjan Kais / Rivo Vesik           |

| Vrouwen | Vrouwen                               |
| Rang    | Team                                  |
| ------- | ------------------------------------- |
| 1       | Misty May-Treanor / Kerri Walsh       |
| 2       | Juliana Felisberta / Larissa França   |
| 3       | Carol Salgado / Maria Clara Salgado   |
| 4       | Talita Antunes / Renata Ribeiro       |
| 5       | Rachel Wacholder / Elaine Youngs      |
| 5       | Vasiliki Arvaniti / Vasso Karadassiou |
| 5       | Jennifer Kessy / Nancy Reynolds       |
| 5       | Nila Håkedal / Ingrid Tørlen          |

## Prijzen
| Winnaar FIVB World Tour       | Winnaar FIVB World Tour             |
| Mannen                        | Vrouwen                             |
| ----------------------------- | ----------------------------------- |
| Emanuel Rego / Ricardo Santos | Juliana Felisberta / Larissa França |